# Hlídač č. 47 (film, 1951)
Hlídač č. 47 je drama z roku 1951, které ve Spojených státech natočil československý režisér a herec Hugo Haas pod názvem Pickup na námět románu Josefa Kopty Hlídač č. 47.

## Obsazení
| Hugo Haas        | Jan Horák "Hunky" |
| Beverly Michaels | Betty             |
| Allan Nixon      | Steve             |

## Tvůrci
- Námět: Josef Kopta – Hlídač č. 47
- Scénář: Hugo Haas, Arnold Phillips
- Hudba: Harold Byrns
- Kamera: Paul Ivano
- Režie: Hugo Haas
- Další údaje: černobílý, 78 min, drama, Film-Noir
- Výroba: USA, 1951